# Křídelnicovité
Křídelnicovité (Pteridaceae) je čeleď kapradin z řádu osladičotvaré. Zahrnuje kapradiny dosti rozdílných typů, drobné i rozměrné, suchomilné, epifytní i vodní. Listy jsou jednoduché až mnohonásobně složené. Výtrusné kupky jsou často slité a nemají pravé ostěry. Čeleď zahrnuje asi 1150 druhů ve 44 rodech a je celosvětově rozšířena. V květeně České republiky ji zastupují 2 vzácné druhy: podmrvka hadcová a jinořadec kadeřavý. Některé cizokrajné druhy jsou pěstovány jako zahradní, pokojové nebo akvarijní rostliny.

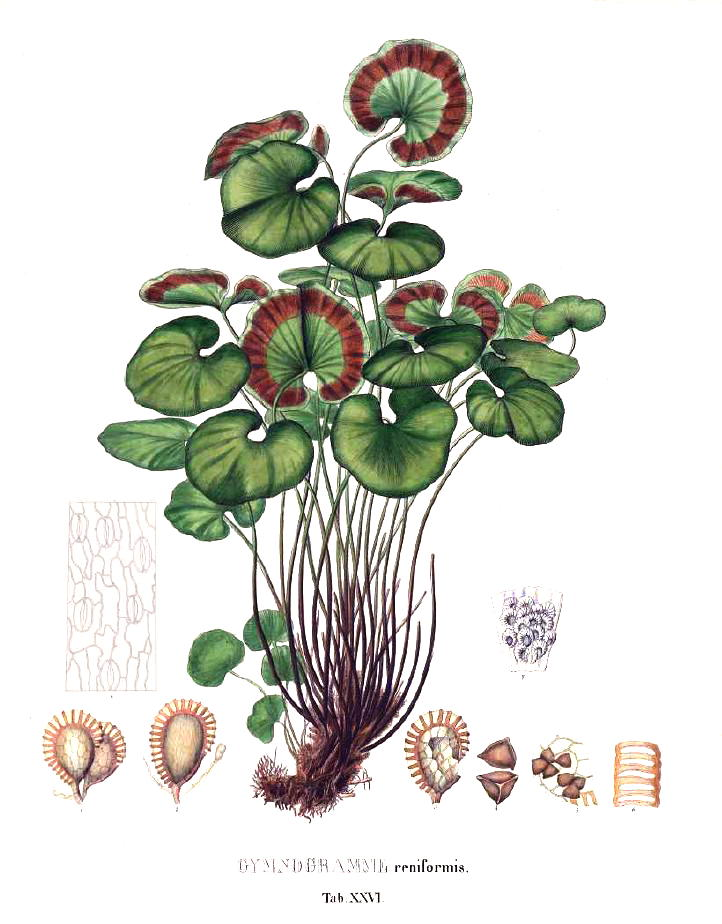
Ilustrace Pterozonium reniforme

## Popis
Zástupci čeledi křídelnicovité jsou drobné až rozměrné, pozemní, epifytní nebo litofytní, řidčeji i vodní kapradiny. Oddenky jsou přímé, vystoupavé nebo plazivé, většinou kryté hnědými až černými šupinami, řidčeji štětinaté. Cévní svazky jsou typu sifonostélé, solenostélé nebo diktyostélé. Listy jsou drobné až rozměrné (až 6 metrů dlouhé), převážně stejnotvaré, řidčeji dvoutvárné. Mohou být lysé, žláznaté, chlupaté nebo plevinaté. Vernace je circinátní. Řapík je dobře nebo slabě vyvinutý, tmavý nebo zelený, často lesklý. U báze obsahuje většinou 1 až 4, řidčeji více cévních svazků, které se v horní části řapíku slévají. Čepel listů je celistvá nebo jednoduše až 5x zpeřená, řidčeji dlanitá, znožená nebo vidličnatě členěná, tenká až kožovitá, řidčeji dužnatá. Žilnatina je tvořena volnými nebo spojujícími se žilkami, v areolách nejsou samostatné žilky.
Výtrusné kupky mají dosti rozmanitou podobu, zpravidla jsou slité do dlouhého úzkého útvaru (liniový cenosorus) podél žilek či listového okraje nebo samostatné na koncích žilek, řidčeji roztroušené na žilkách nebo mezi nimi.
Pravé ostěry chybějí, výtrusné kupky při okraji listů jsou často kryté nepravými ostěrami tvořenými podvinutým listovým okrajem. Sporangia jsou obvykle dlouze stopkatá, s prstencem.
Spory jsou většinou zaobleně čtyřstěnné a triletní, řidčeji elipsoidní a monoletní.

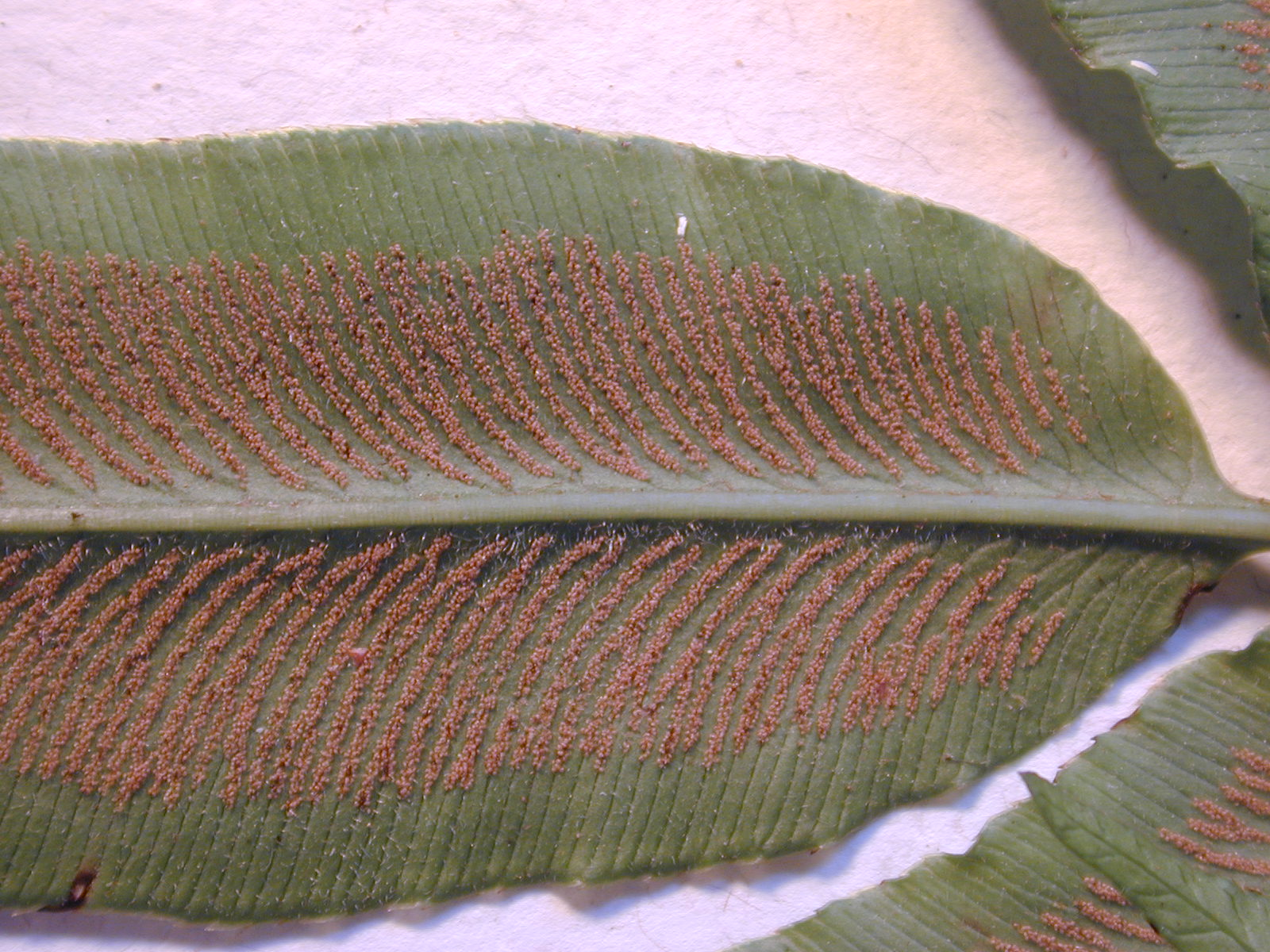
Slité výtrusné kupky na rubu listu Coniogramme pilosa
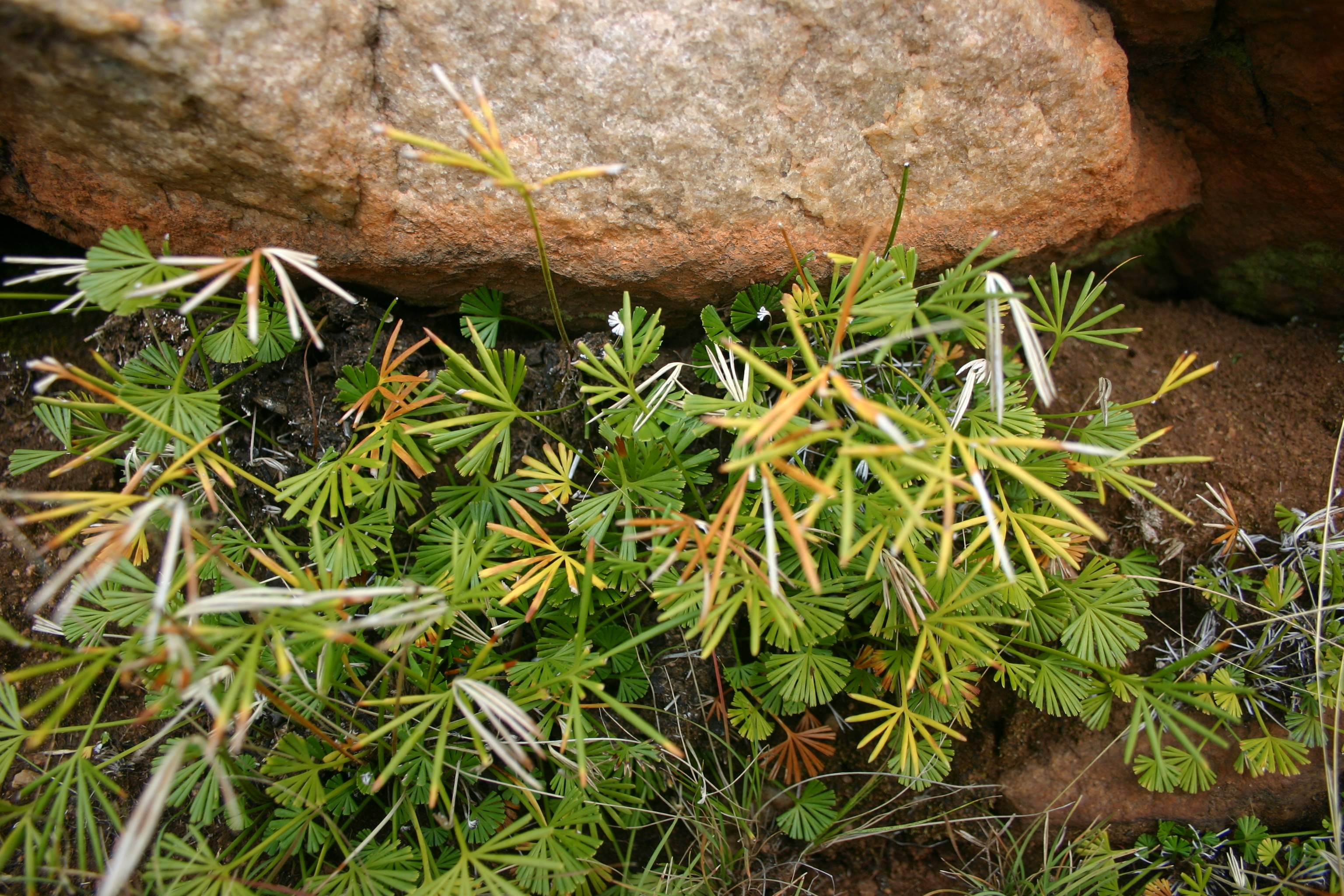
Zajímavě tvarované listy Actiniopteris radiata
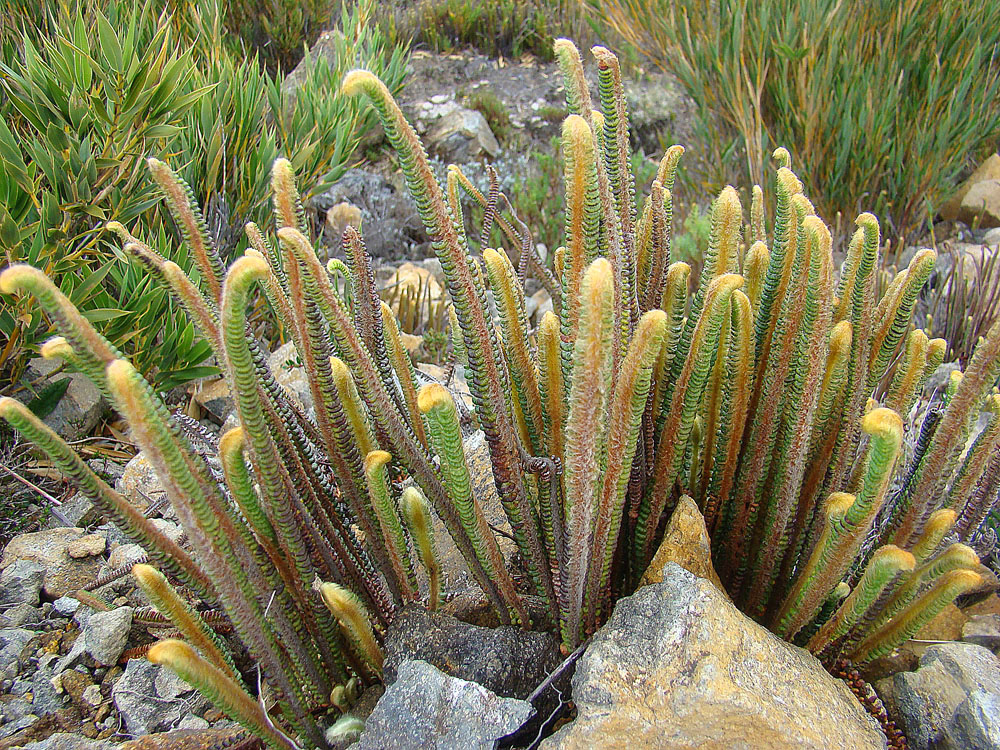
Jamesonia alstonii

## Rozšíření
Čeleď zahrnuje asi 1150 druhů ve 44 rodech. Největší rody jsou křídelnice (Pteris, asi 300 druhů), netík (Adiantum, 200), Cheilanthes (100-150), pelea (Pellaea, 30-50) a Coniogramme (30-50 druhů). Je rozšířena téměř po celém světě. Nejvíce druhů se vyskytuje v tropech a v suchých oblastech.
V České republice je čeleď zastoupena 2 druhy. Jinořadec kadeřavý (Cryptogramma crispa) se vyskytuje vzácně v některých pohraničních horách, podmrvka hadcová (Notholaena marantae) má jedinou lokalitu na hadcích u Mohelna.
V květeně Evropy je zastoupeno celkem 7 rodů. Převážná většina druhů je teplomilná a svým výskytem vázaná na Středomoří. Nejhojněji je zastoupen rod Cheilanthes (7 druhů), křídelnice (Pteris, 3 druhy) a jinořadec (Cryptogramma, 2 druhy). Zbývající rody mají po jediném zástupci: podmrvka hadcová (Notholaena marantae), netík Venušin vlas (Adiantum capillus-veneris), Anogramma leptophylla a Pellaea calomelanos.
Jediným horským zástupcem v Evropě je jinořadec kadeřavý, který vystupuje v Alpách i Pyrenejích až do alpínského stupně. Další druh, jinořadec Cryptogramma stelleri, se vyskytuje v boreálních oblastech v severovýchodním Rusku.

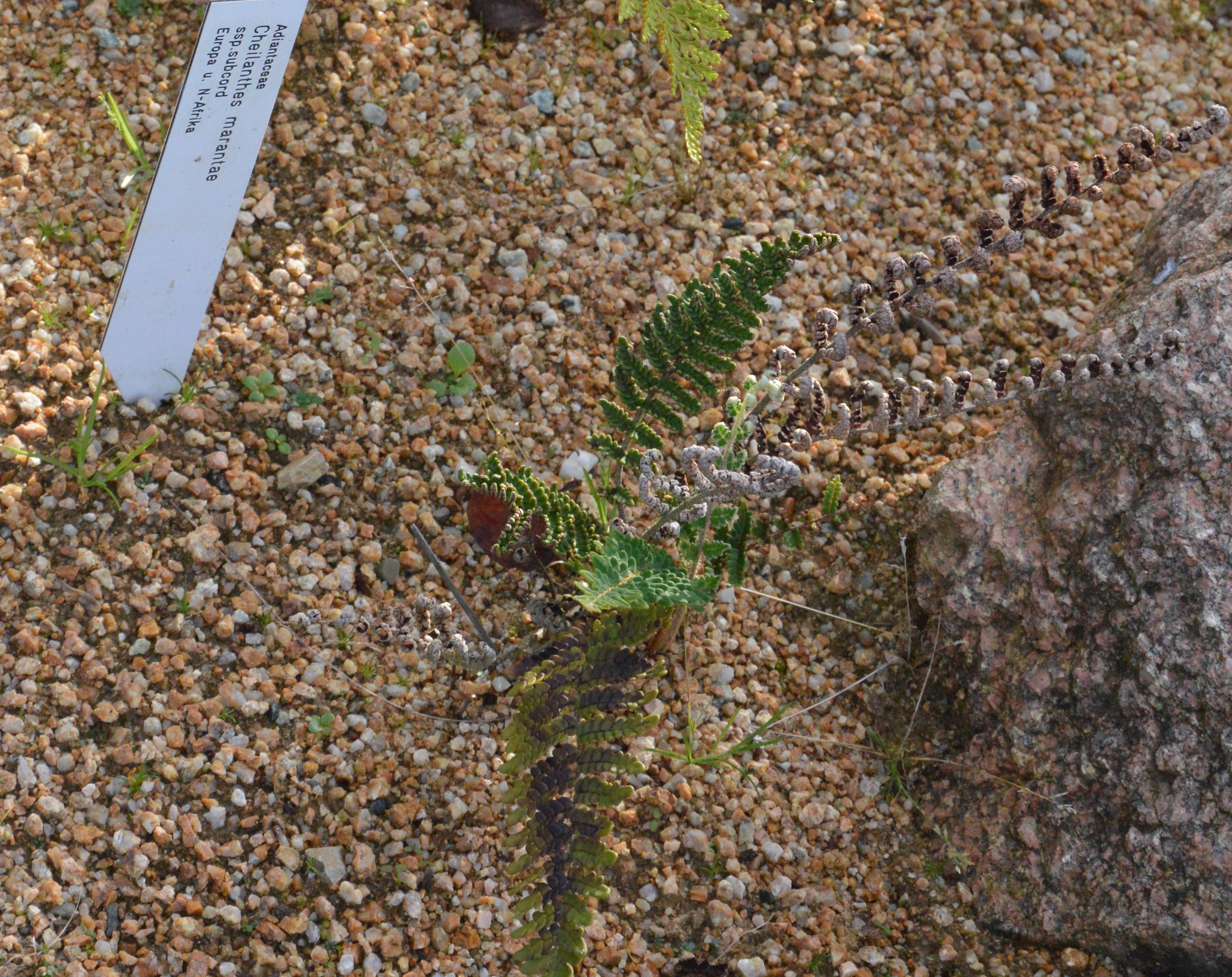
Podmrvka hadcová (Notholaena marantae)
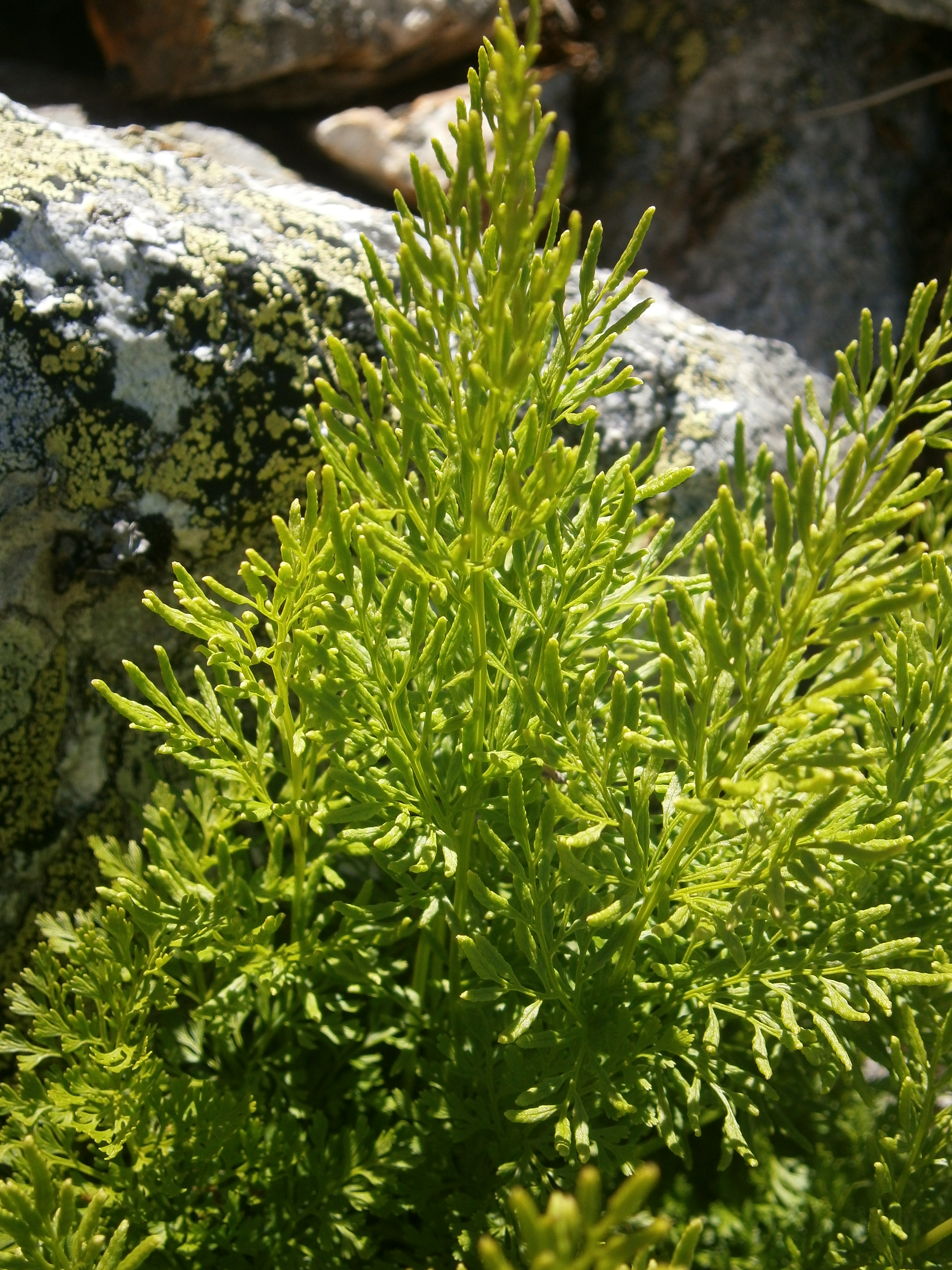
Jinořadec kadeřavý (Cryptogramma crispa)
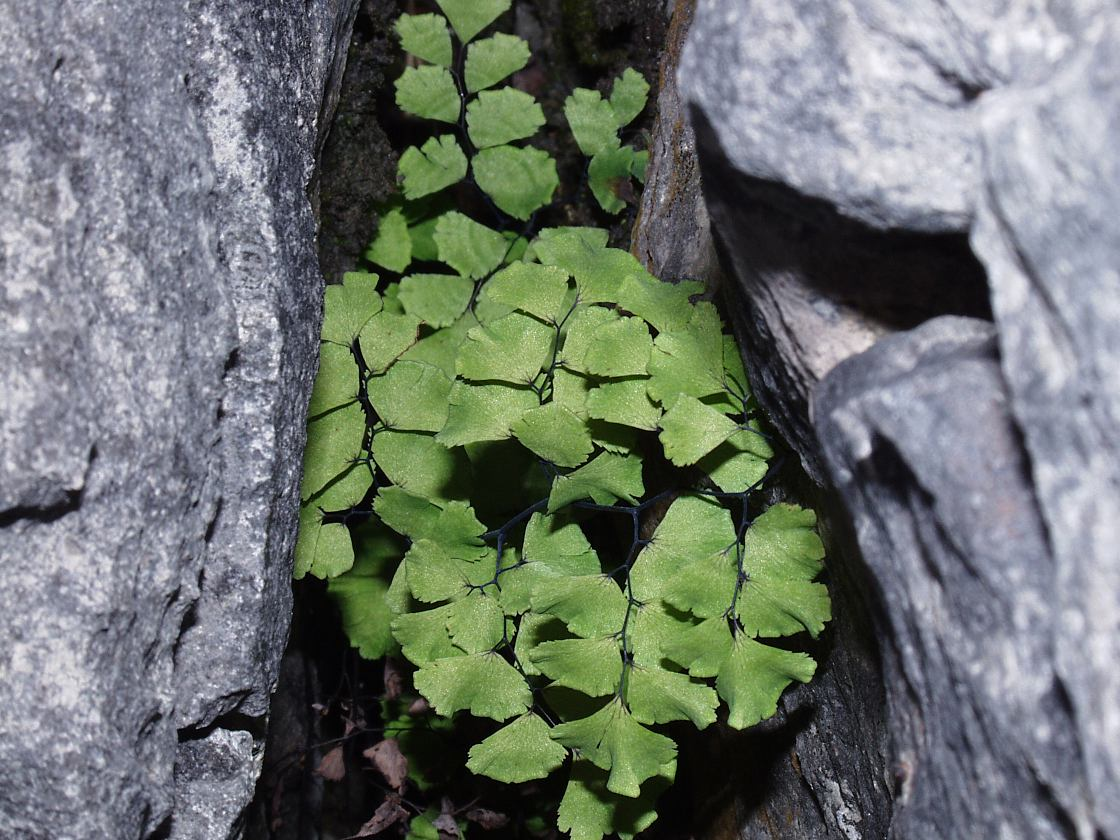
Netík Venušin vlas (Adiantum capillus-veneris)
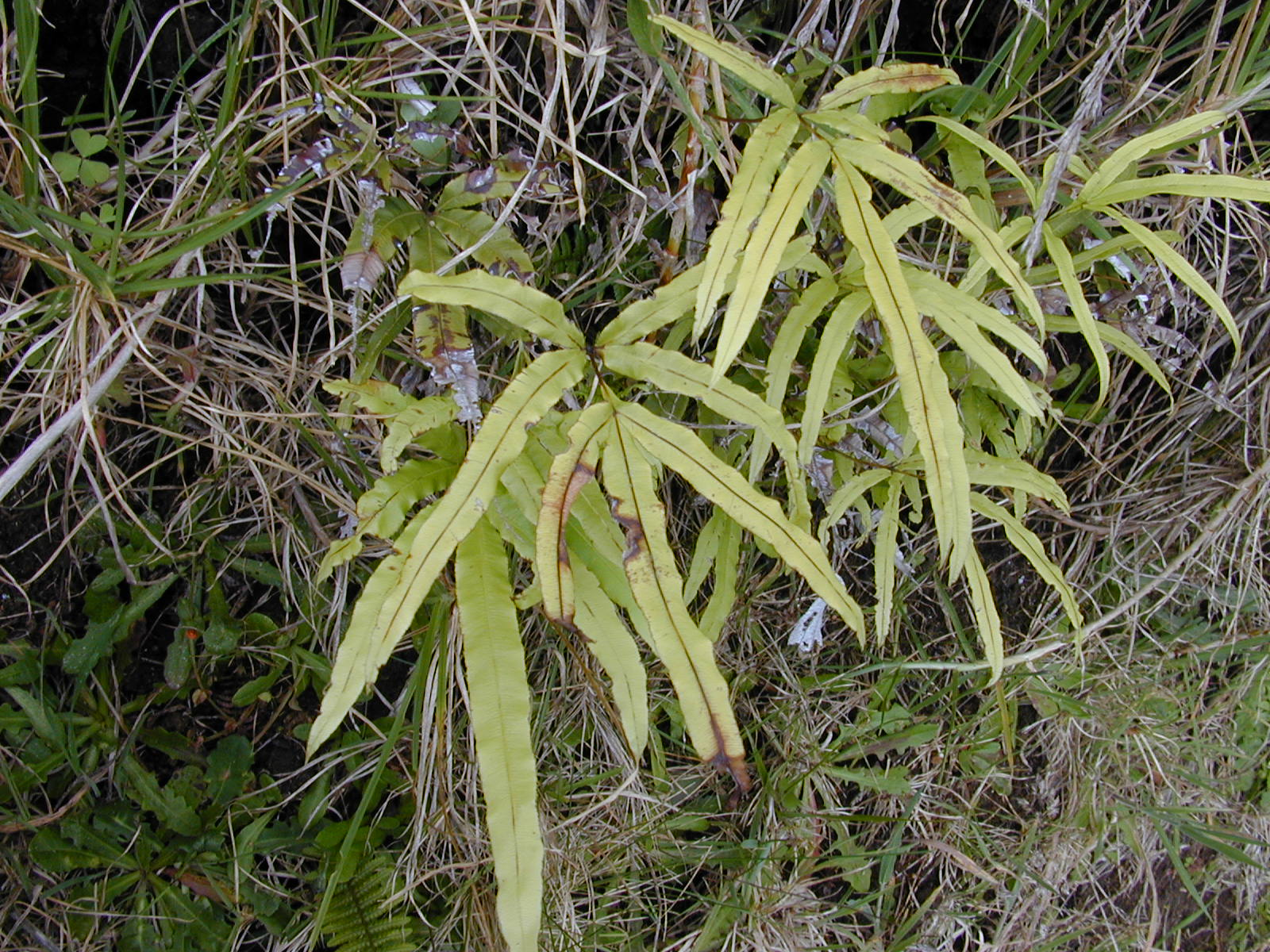
Křídelnice krétská (Pteris cretica)

## Taxonomie
Čeleď Pteridaceae je v současné taxonomii pojímána široce a zahrnuje rody v minulosti řazené do různých samostatných čeledí: Adiantaceae, Vittariaceae, Parkeriaceae, Sinopteridaceae, Cryptogrammaceae aj. Je členěna do 5 podčeledí, za bazální větev je považována podčeleď Cryptogrammoideae.

### Kladogram čeledi
|  | Ceratopteridoideae |
|  |                    |
|  | Pteridoideae       |
|  |                    |

|  | Cheilanthoideae |
|  |                 |
|  | Vittarioideae   |
|  |                 |

|  | Ceratopteridoideae |
|  |                    |
|  | Pteridoideae       |
|  |                    |

|  | Cheilanthoideae |
|  |                 |
|  | Vittarioideae   |
|  |                 |

|  | Ceratopteridoideae |
|  |                    |
|  | Pteridoideae       |
|  |                    |

|  | Cheilanthoideae |
|  |                 |
|  | Vittarioideae   |
|  |                 |

|  | Ceratopteridoideae |
|  |                    |
|  | Pteridoideae       |
|  |                    |

|  | Cheilanthoideae |
|  |                 |
|  | Vittarioideae   |
|  |                 |

### Přehled podčeledí a rodů
- Cryptogrammoideae

Coniogramme, Cryptogramma, Llavea
- Ceratopteridoideae

Acrostichum, Ceratopteris
- Pteridoideae

Actiniopteris, Anogramma, Aspleniopsis, Austrogramme, Cerosora, Cosentinia, Jamesonia, Nephopteris, Onychium, Pityrogramma, Pteris, Pterozonium, Syngramma, Taenitis
- Cheilanthoideae

Allosorus (včetně Aleuritopteris, Leptolepidium a Sinopteris), Aspidotis, Bommeria, Calciphilopteris, Cheilanthes, Doryopteris, Hemionitis, Mildella, Myriopteris, Notholaena, Pellaea, Pentagramma, Pteridella
- Vittarioideae

Adiantum, Ananthacorus, Anetium, Anthrophyum, Haplopteris, Hecistopteris, Monogramma, Polytaenium, Radiovittaria, Scoliosorus, Vittaria

## Zástupci
- hemionitis (Hemionitis)
- jamesonie (Jamesonia)
- jinořadec (Cryptogramma)
- křídelnice (Pteris)
- netík (Adiantum)
- obšírák (Ceratopteris)
- onychium (Onychium)
- pelea (Pellaea)
- podmrvka (Notholaena)
- prašnatec (Acrostichum)
- pudrovka (Pityrogramma)
- rozeklanec (Doryopteris)[10][11]

## Význam
Některé druhy netíků jsou pěstovány jako zahradní rostliny, zejména netík znožený (Adiantum pedatum) a netík A. venustum. Některé rostliny z čeledi křídelnicovité jsou pěstovány jako skalničky, zejména rody podmrvka (Notholaena) a Cheilanthes.
Křídelnice a netíky se pěstují jako pokojové rostliny.
Obšíráky (Ceratopteris) se pěstují jako akvarijní rostliny, zejména obšírák žluťuchovitý (C. thalictroides).
Některé tropické druhy mají zajímavě tvarované listy a jsou pěstovány jako zajímavost v botanických zahradách. Náleží mezi ně např. křídelnice (Pteris), rozeklanec (Doryopteris), hemionitis (Hemionitis)

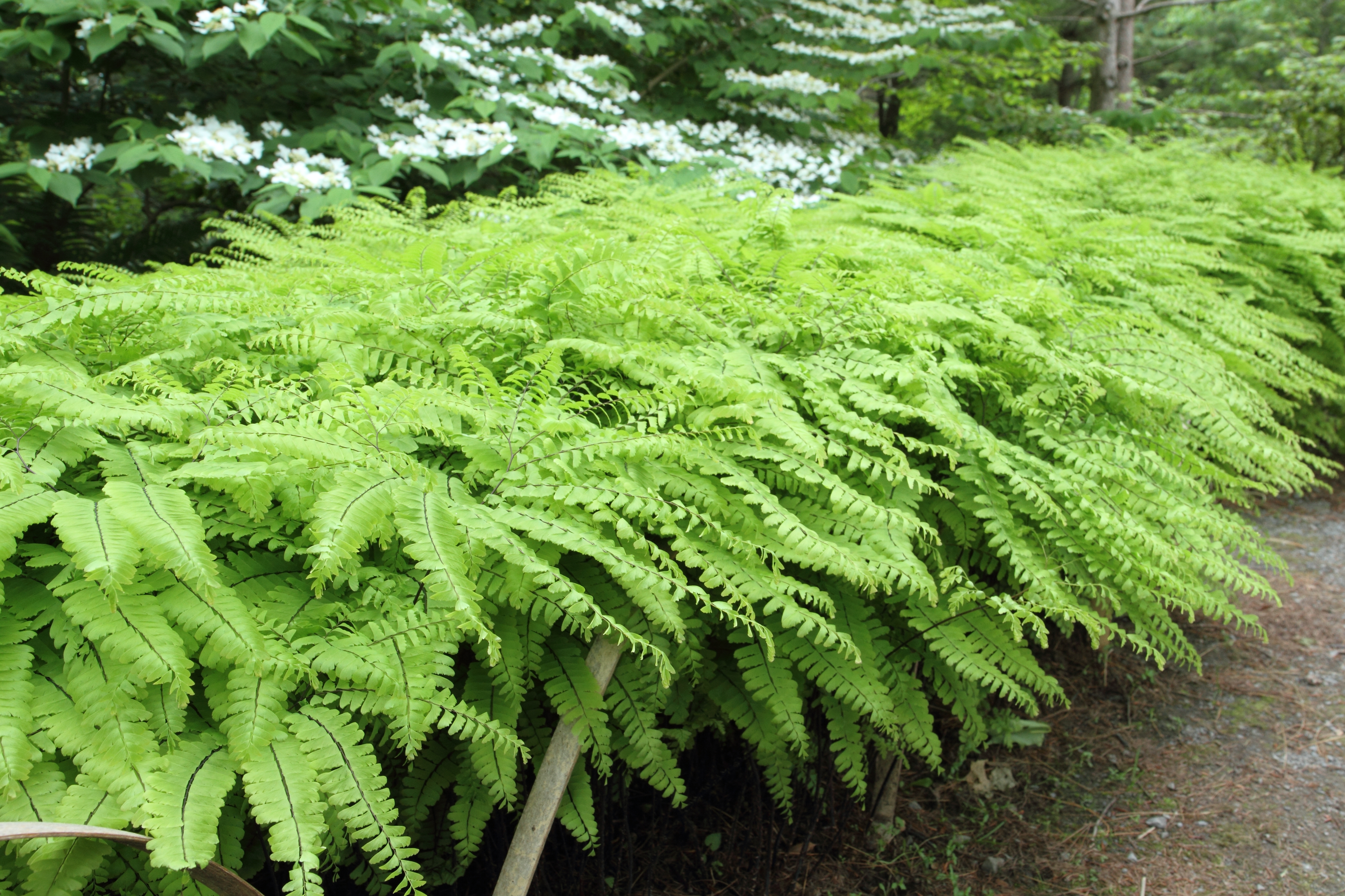
Netík znožený (Adiantum pedatum)
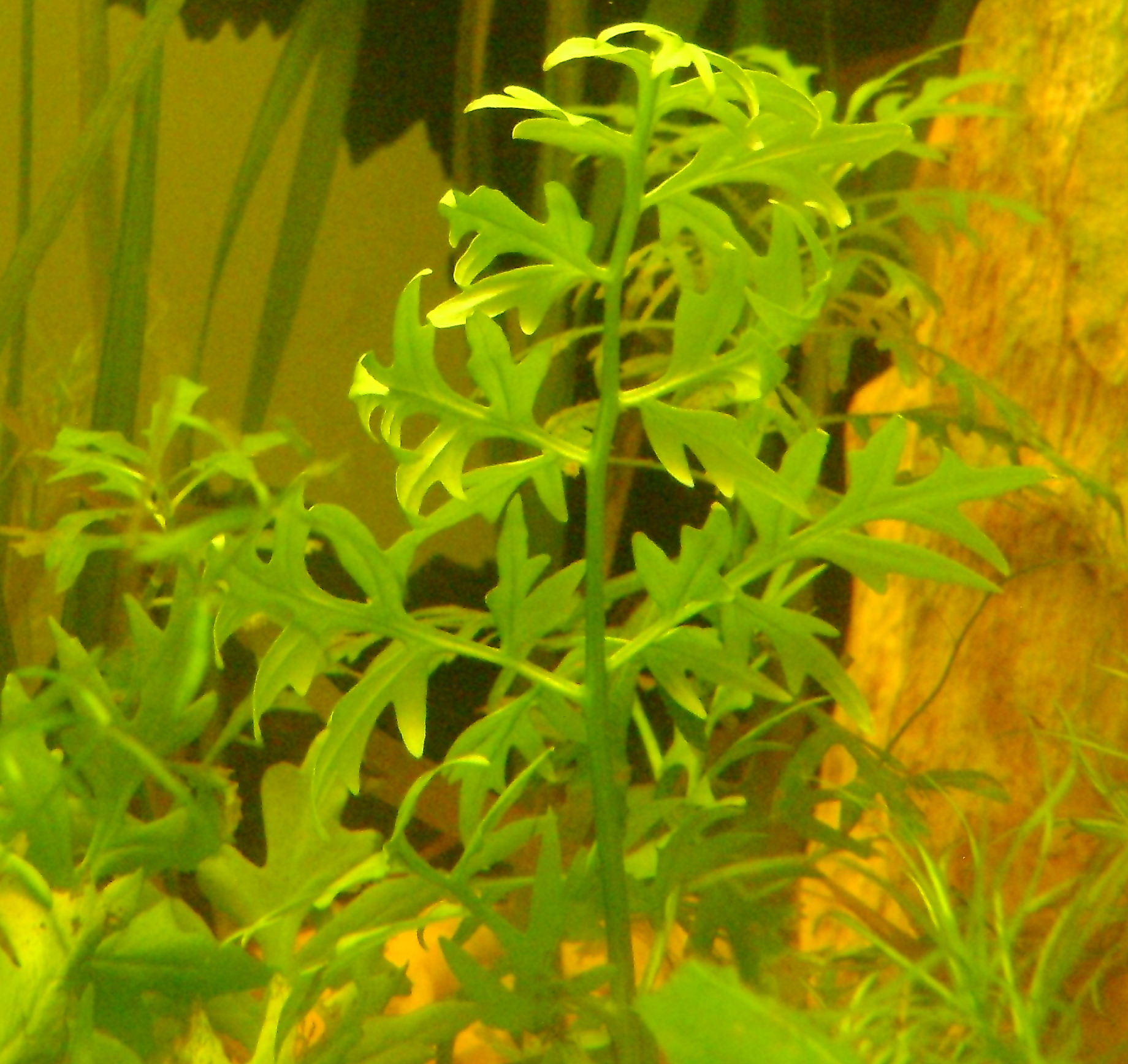
Obšírák Ceratopteris cornuta
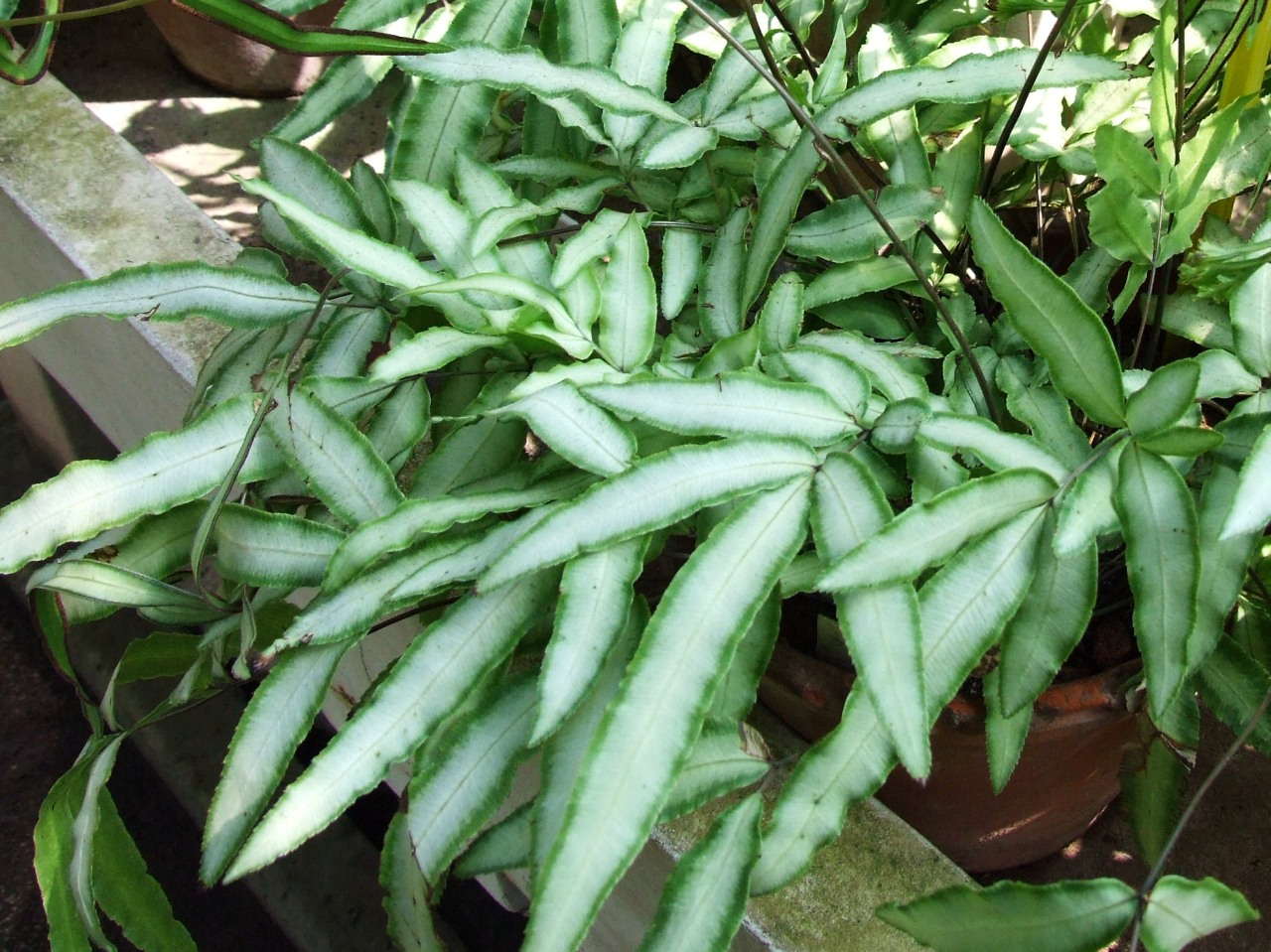
Křídelnice krétská, kultivar 'Albolineata'
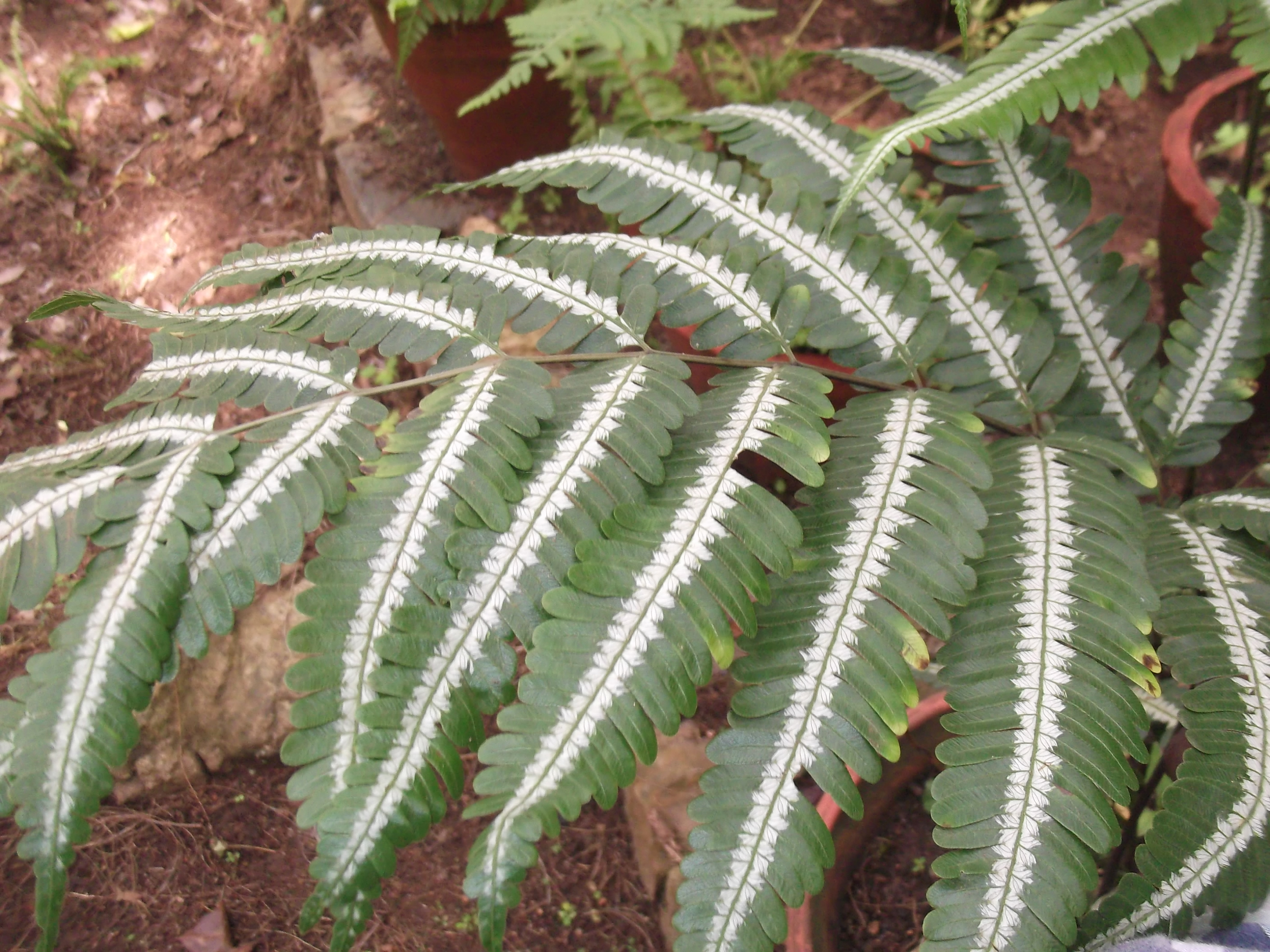
Ozdobný list křídelnice Pteris argyraea